# Canton d'Ornans
Le canton d'Ornans est une division administrative française, située dans le département du Doubs et la région Bourgogne-Franche-Comté.
À la suite du redécoupage cantonal de 2014, les limites territoriales du canton sont remaniées. Le nombre de communes du canton passe de 26 à 64.

## Histoire
Le canton d'Ornans a été créé en 1790.
Un nouveau découpage territorial du Doubs (département) entre en vigueur à l'occasion des élections départementales de mars 2015, défini par le décret du 25 février 2014, en application des lois du 17 mai 2013 (loi organique 2013-402 et loi 2013-403). Les conseillers départementaux sont, à compter de ces élections, élus au scrutin majoritaire binominal mixte. Les électeurs de chaque canton élisent au Conseil départemental, nouvelle appellation du Conseil général, deux membres de sexe différent, qui se présentent en binôme de candidats. Les conseillers départementaux sont élus pour 6 ans au scrutin binominal majoritaire à deux tours, l'accès au second tour nécessitant 12,5 % des inscrits au 1er tour. En outre la totalité des conseillers départementaux est renouvelée. Ce nouveau mode de scrutin nécessite un redécoupage des cantons dont le nombre est divisé par deux avec arrondi à l'unité impaire supérieure si ce nombre n'est pas entier impair, assorti de conditions de seuils minimaux. Dans le Doubs, le nombre de cantons passe ainsi de 35 à 19. Le nombre de communes du canton d'Ornans passe de 26 à 65.
Le nouveau canton d'Ornans est formé de communes des anciens cantons de Montbenoît (16 communes), d'Amancey (19 communes), d'Ornans (24 communes), de Levier (5 communes) et de Quingey (1 commune). Avec ce redécoupage administratif, le territoire du canton s'affranchit des limites d'arrondissements, avec 21 communes incluses dans l'arrondissement de Pontarlier et 44 dans l'arrondissement de Besançon. Le bureau centralisateur est situé à Ornans.

## Représentation

### Conseillers d'arrondissement de 1833 à 1940
Le canton d'Ornans faisait partie de l'arrondissement de Besançon.
| Période                                  | Période          | Identité                       | Étiquette                    | Qualité |
| ---------------------------------------- | ---------------- | ------------------------------ | ---------------------------- | --- |
| 1833                                     | 1836             | Marcellin Jacquot de Mérey     |                              | Avocat à Besançon                                                                                           |
| 1836                                     | 1842             | M. Grandjacques                |                              | Avocat à Ornans                                                                                             |
| 1842                                     | 1848             | M. Besson                      |                              | Négociant à Ornans                                                                                          |
| 1848                                     |                  | Hippolyte Proudhon (1807-1886) |                              | Avocat, maire d'Ornans, Président du conseil d'arrondissement                                               |
|                                          |                  |                                |                              | |
|                                          | 1895 (démission) | Jean Colard                    | Radical                      | Médecin, maire d'Ornans                                                                                     |
|                                          |                  |                                |                              | |
| 1898                                     | 1910             | Jules Cusenier                 | Radical                      | Propriétaire à Charbonnières-les-Sapins                                                                     |
| 1910                                     | 1919             | Maurice Vernier                | Radical                      | Vétérinaire à Ornans                                                                                        |
| 1919                                     | 1934             | François-Xavier Chaillet       | Union nationale républicaine | Propriétaire cultivateur, maire de Scey-en-Varais                                                           |
| 1934                                     | 1937             | Léon Perrot                    | Union nationale républicaine | Cultivateur, maire de Trépot                                                                                |
| 1937                                     | 1940             | Léon Monin                     | Union nationale républicaine | Conseiller municipal d'Ornans                                                                               |
| 1940                                     |                  |                                |                              | Les conseils d'arrondissement ont été suspendus par la loi du 12 octobre 1940 et n'ont jamais été réactivés |
| Les données manquantes sont à compléter. |                  |                                |                              | |

### Conseillers généraux de 1833 à 2015
| Période | Période          | Identité                                | Étiquette                | Qualité |
| ------- | ---------------- | --------------------------------------- | ------------------------ | --- |
| 1833    | 1868 (décès)     | Claude-Hélène-Prosper Teste (1801-1868) |                          | Avocat - Maire d'Ornans |
| 1868    | 1877             | Jules-Antoine-Joseph Vautherin          | Droite                   | Manufacturier |
| 1877    | 1895 (décès)     | Félix Gaudy                             | Union républicaine       | Propriétaire - Maire de Vuillafans Député (1872-1885) Sénateur (1885-1895)                                                                                           |
| 1895    | 1913             | Jean Colard                             | Rad.                     | Médecin Maire d'Ornans, conseiller d'arrondissement |
| 1913    | 1919             | Lucien Journet                          | Républicain progressiste | Négociant à Ornans |
| 1919    | 1937             | Maurice Vernier (1878-1964)             | Rad.                     | Vétérinaire, maire d'Ornans (1925-1941), conseiller d'arrondissement                                                                                                 |
| 1937    | 1940             | Léon Perrot                             | PSF                      | Cultivateur Maire de Trépot, conseiller d'arrondissement Nommé conseiller départemental en 1943                                                                      |
|         |                  |                                         |                          | |
| 1945    | 1949             | Maurice Vernier                         | Rad.                     | Vétérinaire, maire d'Ornans (1925-1941 et 1944-1947) |
| 1949    | 1961             | Jean Victor Gaudy                       | DVD                      | Commissaire au tourisme Maire de Vuillafans |
| 1961    | 1979             | Roger Loriod                            | MRP puis CD              | Négociant - Maire d'Ornans |
| 1979    | 1998             | Marc Chapelain                          | PS                       | Professeur de collège Maire d'Ornans (1989-1995) |
| 1998    | 2014 (démission) | Jean-François Longeot                   | UMP                      | Attaché territorial principal Maire d'Ornans (1995-2016) Président de la CC du Pays d'Ornans Suppléant du député Jacques Grosperrin (2007-2012) Sénateur depuis 2014 |
| 2014    | 2015             | Béatrix Loizon                          | DVD                      | Agricultrice à Mérey-sous-Montrond |

### Représentation après 2015
| Période élective | Période élective | Mandat | Mandat   | Identité       | Nuance | Nuance | Qualité |
| ---------------- | ---------------- | ------ | -------- | -------------- | ------ | ------ | --- |
| 2015             | 2021             | 2015   | 2021     | Béatrix Loizon |        | DVD    | Agricultrice à Mérey-sous-Montrond 7ème vice-présidente, chargée de l’environnement – Trame verte et bleue, de l’espace rural et périurbain |
| 2015             | 2021             | 2015   | 2021     | Alain Marguet  |        | LR     | Technicien en micro-mécanique Ancien Conseiller général du Canton de Montbenoît Conseiller municipal de Gilley                              |
| 2021             | 2028             | 2021   | en cours | Olivier Billot |        | LR     | Adjoint au maire d'Arc-sous-Cicon Vice-Président de la Communauté de commundes Montbenoit-Arc-sous-Cicon                                    |
| 2021             | 2028             | 2021   | en cours | Béatrix Loizon |        | DVD    | Agricultrice, Lavans-Vuillafans |

### Résultats détaillés

#### Élections de mars 2015
À l'issue du 1er tour des élections départementales de 2015, trois binômes sont en ballottage : Béatrix Loizon et Alain Marguet (Union de la Droite, 46,78 %), Marianne Bernard et Christophe Mahe (FN, 28,23 %) et Christophe Garnier et Colette Groleau (DVG, 24,99 %). Le taux de participation est de 60,17 % (11 316 votants sur 18 806 inscrits) contre 52,68 % au niveau départemental et 50,17 % au niveau national.
Au second tour, Béatrix Loizon et Alain Marguet (Union de la Droite) sont élus avec 50,67 % des suffrages exprimés et un taux de participation de 59,81 % (5 410 voix pour 11 240 votants et 18 794 inscrits).

#### Élections de juin 2021
Le premier tour des élections départementales de 2021 est marqué par un très faible taux de participation (33,26 % au niveau national). Dans le canton d'Ornans, ce taux de participation est de 40,98 % (7 938 votants sur 19 369 inscrits) contre 34,1 % au niveau départemental. À l'issue de ce premier tour, deux binômes sont en ballottage : Olivier Billot et Béatrix Loizon (LR, 55,78 %) et Christophe Garnier et Julie Soustelle (DVG, 27,97 %).
Le second tour des élections est marqué une nouvelle fois par une abstention massive équivalente au premier tour. Les taux de participation sont de 34,3 % au niveau national, 35,83 % dans le département et 41,54 % dans le canton d'Ornans. Olivier Billot et Béatrix Loizon (LR) sont élus avec 67,39 % des suffrages exprimés (5 080 voix pour 8 047 votants et 19 371 inscrits),,. 

## Composition

### Composition avant 2015
Ce canton était composé de vingt-six communes.
| Nom                      | Code Insee | Codepostal | Superficie (km2) | Population (dernière pop. légale) | Densité (hab./km2) |
| ------------------------ | ---------- | ---------- | ---------------- | --------------------------------- | ------------------ |
| Ornans (chef-lieu)       | 25434      | 25290      | 32,64            | 4 259 (2012)                      | 130                |
| Amathay-Vésigneux        | 25016      | 25330      | 12,13            | 150 (2012)                        | 12                 |
| Bonnevaux-le-Prieuré     | 25076      | 25620      | 3,08             | 111 (2012)                        | 36                 |
| Chantrans                | 25120      | 25330      | 14,31            | 428 (2012)                        | 30                 |
| Charbonnières-les-Sapins | 25123      | 25620      | 9,10             | 192 (2012)                        | 21                 |
| Chassagne-Saint-Denis    | 25129      | 25290      | 9,23             | 117 (2012)                        | 13                 |
| Châteauvieux-les-Fossés  | 25130      | 25840      | 4,46             | 13 (2012)                         | 2,9                |
| Durnes                   | 25208      | 25580      | 8,51             | 155 (2012)                        | 18                 |
| Échevannes               | 25211      | 25580      | 5,23             | 82 (2012)                         | 16                 |
| Foucherans               | 25250      | 25620      | 10,95            | 451 (2012)                        | 41                 |
| Guyans-Durnes            | 25300      | 25580      | 9,03             | 263 (2012)                        | 29                 |
| L'Hôpital-du-Grosbois    | 25305      | 25620      | 7,84             | 554 (2012)                        | 71                 |
| Lavans-Vuillafans        | 25331      | 25580      | 10,16            | 224 (2012)                        | 22                 |
| Lods                     | 25339      | 25930      | 6,25             | 227 (2012)                        | 36                 |
| Longeville               | 25346      | 25330      | 9,46             | 158 (2012)                        | 17                 |
| Malbrans                 | 25360      | 25620      | 8,74             | 136 (2012)                        | 16                 |
| Mérey-sous-Montrond      | 25375      | 25660      | 10,79            | 432 (2012)                        | 40                 |
| Montgesoye               | 25400      | 25111      | 11,06            | 475 (2012)                        | 43                 |
| Mouthier-Haute-Pierre    | 25415      | 25920      | 12,13            | 314 (2012)                        | 26                 |
| Saules                   | 25535      | 25580      | 7,64             | 226 (2012)                        | 30                 |
| Scey-Maisières           | 25537      | 25290      | 12,53            | 308 (2012)                        | 25                 |
| Tarcenay                 | 25558      | 25620      | 13,09            | 953 (2012)                        | 73                 |
| Trépot                   | 25569      | 25620      | 14,50            | 513 (2012)                        | 35                 |
| Villers-sous-Montrond    | 25628      | 25620      | 6,33             | 188 (2012)                        | 30                 |
| Voires                   | 25630      | 25580      | 4,88             | 69 (2012)                         | 14                 |
| Vuillafans               | 25633      | 25840      | 6,14             | 688 (2012)                        | 112                |

### Composition à partir de 2015
Le nouveau canton comprenait soixante-cinq communes entières à sa création.
Par arrêté du 12 août 2016, les communes de Étalans, de Charbonnières-les-Sapins et de Verrières-du-Grosbois fusionnent le 1er janvier 2017 pour former la commune d'Étalans. Cependant, cette commune nouvelle est partagée entre les cantons de Valdahon et d'Ornans en raison de l'appartenance de la commune déléguée de Charbonnières-les-Sapins à ce dernier. Le décret du 7 novembre 2019 entraîne le rattachement complet du territoire de la commune nouvelle d'Étalans au canton de Valdahon.
Par arrêté du 16 novembre 2016, les communes de Levier et de Labergement-du-Navois fusionnent le 1er janvier 2017 pour former la commune de Levier. Le décret du 7 novembre 2019 entraîne le rattachement complet du territoire de la commune nouvelle de Levier au canton de Frasne. Le nombre de communes du canton descend à 61.
Par arrêté du 23 décembre 2021, les communes de Mérey-sous-Montrond et de Villers-sous-Montrond fusionnent le 1er janvier 2022 pour former la commune nouvelle des Monts-Ronds. Le nombre de communes du canton descend à 60.
| Nom                            | Code Insee | Intercommunalité | Superficie (km2) | Population (dernière pop. légale) | Densité (hab./km2) | Modifier                                    |
| ------------------------------ | ---------- | ---------------- | ---------------- | --------------------------------- | ------------------ | ------------------------------------------- |
| Ornans (bureau centralisateur) | 25434      | CC Loue-Lison    | 35,72            | 4 421 (2022)                      | 124                | modifier les données · modifier les données |
| Les Alliés                     | 25012      | CC de Montbenoît | 5,28             | 171 (2022)                        | 32                 | modifier les données · modifier les données |
| Amancey                        | 25015      | CC Loue-Lison    | 13,78            | 731 (2022)                        | 53                 | modifier les données · modifier les données |
| Amathay-Vésigneux              | 25016      | CC Loue-Lison    | 12,13            | 173 (2022)                        | 14                 | modifier les données · modifier les données |
| Amondans                       | 25017      | CC Loue-Lison    | 5,68             | 86 (2022)                         | 15                 | modifier les données · modifier les données |
| Arc-sous-Cicon                 | 25025      | CC de Montbenoît | 28,49            | 751 (2022)                        | 26                 | modifier les données · modifier les données |
| Arçon                          | 25024      | CC de Montbenoît | 21,34            | 955 (2022)                        | 45                 | modifier les données · modifier les données |
| Aubonne                        | 25029      | CC de Montbenoît | 15,17            | 260 (2022)                        | 17                 | modifier les données · modifier les données |
| Bolandoz                       | 25070      | CC Loue-Lison    | 12,21            | 379 (2022)                        | 31                 | modifier les données · modifier les données |
| Bugny                          | 25099      | CC de Montbenoît | 4,77             | 248 (2022)                        | 52                 | modifier les données · modifier les données |
| Cademène                       | 25106      | CC Loue-Lison    | 3,39             | 66 (2022)                         | 19                 | modifier les données · modifier les données |
| Chantrans                      | 25120      | CC Loue-Lison    | 14,31            | 385 (2022)                        | 27                 | modifier les données · modifier les données |
| Chassagne-Saint-Denis          | 25129      | CC Loue-Lison    | 9,23             | 129 (2022)                        | 14                 | modifier les données · modifier les données |
| Châteauvieux-les-Fossés        | 25130      | CC Loue-Lison    | 4,46             | 9 (2022)                          | 2,0                | modifier les données · modifier les données |
| La Chaux                       | 25139      | CC de Montbenoît | 16,94            | 611 (2022)                        | 36                 | modifier les données · modifier les données |
| Cléron                         | 25155      | CC Loue-Lison    | 14,56            | 292 (2022)                        | 20                 | modifier les données · modifier les données |
| Crouzet-Migette                | 25180      | CC Loue-Lison    | 5,67             | 117 (2022)                        | 21                 | modifier les données · modifier les données |
| Déservillers                   | 25199      | CC Loue-Lison    | 13,88            | 336 (2022)                        | 24                 | modifier les données · modifier les données |
| Durnes                         | 25208      | CC Loue-Lison    | 8,51             | 198 (2022)                        | 23                 | modifier les données · modifier les données |
| Échevannes                     | 25211      | CC Loue-Lison    | 5,23             | 87 (2022)                         | 17                 | modifier les données · modifier les données |
| Éternoz-Vallée-du-Lison        | 25223      | CC Loue-Lison    | 35,28            | 345 (2022)                        | 9,8                | modifier les données · modifier les données |
| Évillers                       | 25229      | CC Altitude 800  | 13,02            | 390 (2022)                        | 30                 | modifier les données · modifier les données |
| Fertans                        | 25236      | CC Loue-Lison    | 8,19             | 314 (2022)                        | 38                 | modifier les données · modifier les données |
| Flagey                         | 25241      | CC Loue-Lison    | 7,79             | 132 (2022)                        | 17                 | modifier les données · modifier les données |
| Gevresin                       | 25270      | CC Altitude 800  | 6,91             | 153 (2022)                        | 22                 | modifier les données · modifier les données |
| Gilley                         | 25271      | CC de Montbenoît | 17,27            | 1 805 (2022)                      | 105                | modifier les données · modifier les données |
| L'Hôpital-du-Grosbois          | 25305      | CC Loue-Lison    | 7,84             | 605 (2022)                        | 77                 | modifier les données · modifier les données |
| Lavans-Vuillafans              | 25331      | CC Loue-Lison    | 10,16            | 238 (2022)                        | 23                 | modifier les données · modifier les données |
| Lizine                         | 25338      | CC Loue-Lison    | 7,33             | 91 (2022)                         | 12                 | modifier les données · modifier les données |
| Lods                           | 25339      | CC Loue-Lison    | 6,25             | 244 (2022)                        | 39                 | modifier les données · modifier les données |
| Longeville                     | 25346      | CC Loue-Lison    | 9,46             | 180 (2022)                        | 19                 | modifier les données · modifier les données |
| Maisons-du-Bois-Lièvremont     | 25357      | CC de Montbenoît | 15,79            | 846 (2022)                        | 54                 | modifier les données · modifier les données |
| Malans                         | 25359      | CC Loue-Lison    | 10,49            | 151 (2022)                        | 14                 | modifier les données · modifier les données |
| Malbrans                       | 25360      | CC Loue-Lison    | 8,74             | 167 (2022)                        | 19                 | modifier les données · modifier les données |
| Montgesoye                     | 25400      | CC Loue-Lison    | 11,06            | 494 (2022)                        | 45                 | modifier les données · modifier les données |
| Montmahoux                     | 25404      | CC Loue-Lison    | 6,52             | 91 (2022)                         | 14                 | modifier les données · modifier les données |
| Les Monts-Ronds                | 25375      | CC Loue-Lison    | 17,12            | 669 (2022)                        | 39                 | modifier les données · modifier les données |
| Mouthier-Haute-Pierre          | 25415      | CC Loue-Lison    | 12,13            | 357 (2022)                        | 29                 | modifier les données · modifier les données |
| Nans-sous-Sainte-Anne          | 25420      | CC Loue-Lison    | 8,86             | 169 (2022)                        | 19                 | modifier les données · modifier les données |
| Ouhans                         | 25440      | CC de Montbenoît | 15,85            | 393 (2022)                        | 25                 | modifier les données · modifier les données |
| Pays-de-Montbenoît             | 25390      | CC de Montbenoît | 46,52            | 1 914 (2022)                      | 41                 | modifier les données · modifier les données |
| Renédale                       | 25487      | CC de Montbenoît | 2,88             | 43 (2022)                         | 15                 | modifier les données · modifier les données |
| Reugney                        | 25489      | CC Loue-Lison    | 8,19             | 269 (2022)                        | 33                 | modifier les données · modifier les données |
| Saint-Gorgon-Main              | 25517      | CC de Montbenoît | 7,93             | 258 (2022)                        | 33                 | modifier les données · modifier les données |
| Sainte-Anne                    | 25513      | CC Loue-Lison    | 6,64             | 52 (2022)                         | 7,8                | modifier les données · modifier les données |
| Saules                         | 25535      | CC Loue-Lison    | 7,64             | 232 (2022)                        | 30                 | modifier les données · modifier les données |
| Scey-Maisières                 | 25537      | CC Loue-Lison    | 12,53            | 289 (2022)                        | 23                 | modifier les données · modifier les données |
| Septfontaines                  | 25541      | CC Altitude 800  | 18,37            | 383 (2022)                        | 21                 | modifier les données · modifier les données |
| Silley-Amancey                 | 25545      | CC Loue-Lison    | 5,16             | 134 (2022)                        | 26                 | modifier les données · modifier les données |
| Tarcenay-Foucherans            | 25558      | CC Loue-Lison    | 24,04            | 1 498 (2022)                      | 62                 | modifier les données · modifier les données |
| Trépot                         | 25569      | CC Loue-Lison    | 14,50            | 558 (2022)                        | 38                 | modifier les données · modifier les données |
| Val-d'Usiers                   | 25060      | CC Altitude 800  | 50,94            | 2 128 (2022)                      | 42                 | modifier les données · modifier les données |
| Vuillafans                     | 25633      | CC Loue-Lison    | 6,14             | 681 (2022)                        | 111                | modifier les données · modifier les données |
| Canton d'Ornans                | 2515       |                  | 698,29           | 26 678 (2022)                     | 38                 | modifier les données                        |

## Démographie

### Démographie avant 2015
| 1962  | 1968  | 1975  | 1982  | 1990  | 1999   | 2006   | 2011   | 2012   |
| ----- | ----- | ----- | ----- | ----- | ------ | ------ | ------ | ------ |
| 8 859 | 9 305 | 9 373 | 9 724 | 9 948 | 10 139 | 11 064 | 11 611 | 11 686 |

### Démographie depuis 2015
En 2022, le canton comptait 26 678 habitants, en évolution de +2,79 % par rapport à 2016 (Doubs : +1,88 %, France hors Mayotte : +2,11 %).
| 2013   | 2018   | 2022   |
| ------ | ------ | ------ |
| 25 206 | 26 035 | 26 678 |